# Žabalj
Žabalj (in serbo Жабаљ?, in ungherese Zsablya) è una città e una municipalità del Distretto della Bačka Meridionale al centro della provincia autonoma della Voivodina, nella regione geografica conosciuta come Šajkaška.

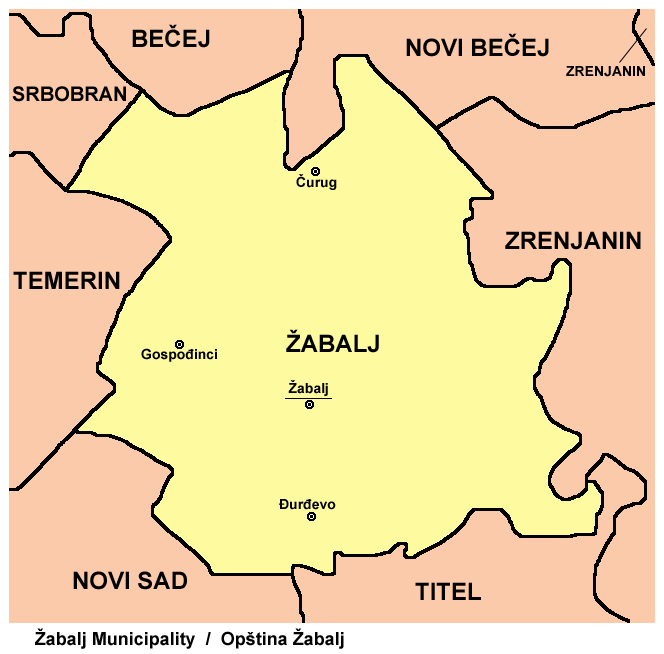